# Amblyterus deuqueti
Amblyterus deuqueti är en skalbaggsart som beskrevs av Phillip B. Carne 1958. Amblyterus deuqueti ingår i släktet Amblyterus och familjen Rutelidae. Inga underarter finns listade i Catalogue of Life.